# 新蔵町
新蔵町（しんくらちょう）は、徳島県徳島市の町名。現行行政地名は新蔵町一丁目から新蔵町三丁目。2025年1月現在の徳島市の調査による人口は587人、世帯数は382世帯。郵便番号は〒770-0855。

## 地理
吉野川の分流である新町川と助任川（福島川）に挟まれたひょうたん島内に位置し、内町地区に属している。東に助任川が流れ、西に国道55号が通っている。町内は徳島市消防局や徳島合同庁舎などの公共施設がある。

### 河川
- 助任川

## 歴史
徳島藩初代藩主蜂須賀至鎮が新たに大坂の陣で加増された淡路国からの年貢米を納める米蔵を現在の徳島地方裁判所の地に建てたことから、「新御蔵」・「新御蔵町」と呼ばれた。「御」は主君の所持するものという意味でつけられていたが、いつしか「御」が取れ新蔵町となった。江戸時代は重臣の屋敷が並ぶ武家地だった。

### 徳島市新蔵遺跡
1997年から1998年に渡って徳島保健所改築事業によって調査が開始された。新蔵町は徳島城下の重臣層の屋敷が並ぶ地域で、当該地区は西尾家・滝川家・岩田家らの屋敷地と想定される。徳島市中心部で初めて平安時代の土器が出土した。
陶器碗や天目茶碗、「木下弥」の刻印の施された京焼風肥前系陶器碗、小杉碗、堺擂鉢、瀬戸美濃系陶磁器、在地の大谷焼灯明受皿・徳利などが出土された。

## 交通

### 道路
- 国道55号
- 徳島県道29号徳島環状線

### バス
徳島バス・徳島市営バス
- 新蔵町

## 施設
- 徳島大学新蔵キャンパス（日亜会館）
- 徳島市消防局 - 1丁目
- 徳島合同庁舎 - 1丁目
- 徳島県精神保健福祉センター - 3丁目
- 徳島保健所 - 3丁目
- 徳島県立保健製薬環境センター - 3丁目
- 中徳島河畔緑地
- 新蔵公園
- 菘翁美術館 - 貫名菘翁関連の作品を蒐集した美術館。
- ケーブルテレビ徳島本社
- みどり保育園
- 徳島市営新蔵住宅